# Cerveza Three Horses
La Cerveza Three Horses (tres caballos) (más conocida localmente como THB) es una cerveza rubia pálida elaborada por Star Breweries de Madagascar desde 1958. Es la cerveza más vendida en Madagascar y ha sido descrita como emblemática del país. THB se vende en todo el país y, desde 2005, se exporta a mercados como Francia, Isla Reunión, Comoras y Mayotte. La cerveza malgache se produce en dos fábricas de Madagascar, la primera situada en el centro, en Antsirabe, y la otra en la ciudad septentrional de Antsiranana. La THB Pilsener, la variante más común de THB, tiene un sabor ligero y se produce principalmente a partir de cebada, maíz y lúpulo locales. Star Breweries también produce THB Fresh (una shandy con menos del 1 % de alcohol), THB Special (6,2 % de alcohol) y THB Lite (1 % de alcohol). Las recientes inversiones en la infraestructura de Star Brewery han permitido aumentar un 20 % la producción desde 2011.
Tras la prohibición de la publicidad de alcohol en los medios de comunicación durante el mandato del expresidente de Madagascar Marc Ravalomanana, Star Breweries ha promocionado cada vez más la THB a través de medios poco convencionales. Entre ellos, el patrocinio de la THB Champions League, el campeonato nacional de fútbol de Madagascar, y la celebración de festivales anuales de la cerveza. Además, THB patrocina regularmente a músicos locales a través de importantes festivales y giras anuales. Star Breweries también ha contratado a músicos para que actúen en vídeos musicales creados para promocionar la cerveza. En 2014 se rediseñó significativamente la etiqueta de THB, y en 2015, un nuevo eslogan, «THB eo foana e!» («¡THB siempre!»), se promocionó junto a la marca registrada de la cerveza desde hace mucho tiempo , Soa Ny Fiarahantsika («El placer de estar juntos»). Estrellas de la música malgache y otros personajes públicos promocionan regularmente la cerveza.

## Historia
En 1953, la empresa francesa Rochefortaise fundó la Société Tananarivienne d'Articles Réfrigérés (STAR) (Compañía de Productos Refrigerados de Antananarivo) y su fábrica asociada en Antananarivo, Madagascar, para la producción y distribución exclusiva de Coca-Cola en Madagascar. En 1957, se contrató a un cervecero para desarrollar una cerveza local. Tras desarrollar 17 recetas diferentes, viajó por toda la isla para probar cada una de ellas utilizando principalmente ingredientes locales; la mejor de ellas fue una pilsener elegida como la receta que se produciría en una fábrica de cerveza Star que se establecería en Antsirabe. La empresa comenzó a producir por primera vez la Cerveza Three Horses (THB) en 1958.
En 1968, Star Breweries abrió una fábrica en Antsiranana para producir y distribuir THB, Coca-Cola y otras bebidas carbonatadas en toda la región norte de la isla. En 1980, Star Breweries pasó a ser parcialmente estatal; en 1989, Rochefortaise vendió Star Breweries a Groupe Fraise, y la empresa obtuvo el estatus de totalmente privatizada un año después. En 2005, comenzó la producción de THB en lata en la fábrica de cerveza Star de Antsirabe. En 2011, Groupe Fraise vendió Star Breweries a la cervecera francesa Castel.

## Recepción
En el mercado malgache, THB Pilsener sigue siendo la marca de cerveza malgache más popular y la más popular de todas las que se venden en Madagascar. Se calcula que cada año se venden en Madagascar cuatro litros por persona. THB ha sido descrita como un «emblema» del país y un «símbolo nacional». Un periodista malgache describió THB como simbólica de Fihavanana Malagasy, un valor cultural que enfatiza la importancia de la hermandad y la amistad.
THB ganó su primer premio internacional en 1980 con una medalla de oro en el Concurso Internacional de Bebidas de Viena. Más tarde, en 2004, llegó otra medalla de oro en el Monde Sélection de Bruxelles (Concurso Internacional de Bebidas de Bruselas, Bélgica). En 2010, THB Pilsener volvió a ser reconocida en este certamen, recibiendo la medalla de plata.  THB Pilsener ganó una medalla de oro en el mismo concurso en 2012, y la medalla de plata en 2015. THB Fresh también ganó una medalla de oro en el «Monde Sélection de Bruxelles» en 2012. Más recientemente, THB Pilsner ganó otra medalla de oro en 2016 en el «Monde Selection de Bruxelles».

## Producción

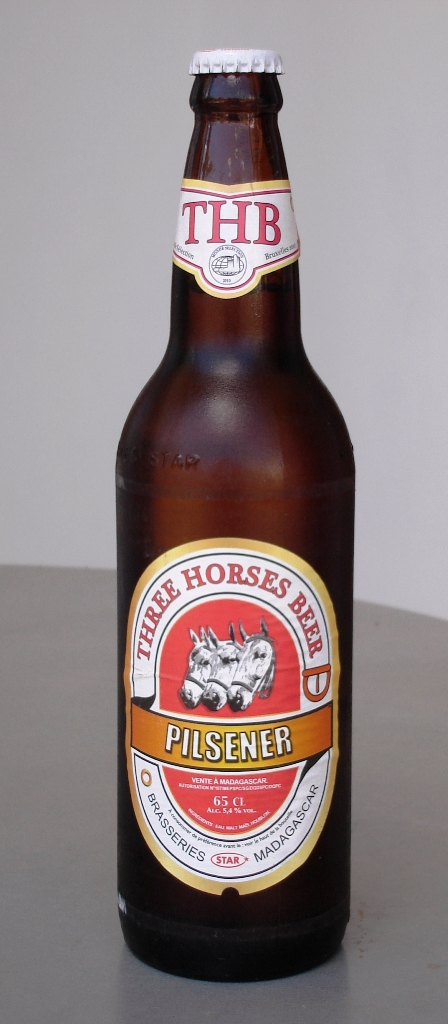
Etiqueta Pilsener anterior a 2014

THB Pilsener, la cerveza más antigua y popular de THB, es una lager pálida de 5,4 % abv, de color claro, cuerpo medio, espuma fina y sabor equilibrado y ligeramente amargo. THB Pilsener se vende en dos tamaños de botellas marrones retornables: 33 centilitros (12 imp fl oz; 11 US fl oz) y 65 centilitros (23 imp fl oz; 22 US fl oz). La pilsener también se vende en latas de aluminio de 33 centilitros (12 imp fl oz; 11 US fl oz) y 50 centilitros (18 imp fl oz; 17 US fl oz), y está disponible en grifo en los establecimientos comerciales de Madagascar desde 2006. Star Breweries también produce THB Fresh, una shandy (llamada localmente panaché), con menos de un 1 % de alcohol. Sólo se vende en botellas de vidrio de 65 centilitros (23 imp fl oz; 22 US fl oz) El shandy Fresh original, con sabor a limón, también se ha ofrecido temporalmente en otros sabores, como menta, frambuesa y manzana. Otras variantes son THB Special, con 6,2 % de alcohol, y THB Lite, una cerveza con bajo contenido de alcohol (1 %).
La THB se produce en dos fábricas de Madagascar: la fábrica original, situada en Antsirabe, y una segunda en Antsiranana. Desde su creación, la THB se vende en botellas de cristal tintadas de marrón para proteger el contenido de los rayos ultravioletas del sol. La fábrica de Antsirabe produce 100 millones de botellas y 100.000 latas de THB al año. Se eligió Antsirabe para la fábrica original porque el agua de la zona es baja en calcio y otros minerales, lo que se presta bien a la producción de cerveza. Los ingredientes para la producción de THB se obtienen en toda la isla. La cebada cultivada en las cercanas Betafo y Fianarantsoa se mezcla con el maíz y el lúpulo de Toliara para producir la cerveza. Más de 2.500 toneladas de malta y 3500 toneladas de maíz se cultivan anualmente en la región circundante de Vakinankaratra para la producción de THB. El colectivo MALTO, formado por 7000 agricultores, se formó alrededor de 1980 en Antsirabe para cultivar cebada y transformarla en malta para la producción de cerveza de Star Breweries. Se utilizan maltas especiales para producir variantes de la receta original de la THB, como la THB Special.
La fermentación de la cerveza THB requiere aproximadamente ocho horas por cada maceración de 130 hectolitros. El macerado es una mezcla de malta (cebada germinada) y maíz en una proporción 80/20 a la que se añade agua y lúpulo. El mosto se calienta en una cuba durante unas dos horas para favorecer la fermentación. El producto se filtra y luego se calienta a 100 grados Celsius para concentrarlo y esterilizarlo. A continuación, la cerveza se decanta y se enfría a 10 grados Celsius durante una hora. Por último, se añade un tipo de seta como agente leudante y fermentante; la cerveza se deja fermentar durante una semana completa, y el exceso de dióxido de carbono producido por el proceso se recoge para producir refrescos y otras bebidas carbonatadas en la fábrica. La cerveza se deja reposar en cubas varios días más antes de filtrarla una vez más y embotellarla y pasteurizarla a 62 grados centígrados durante tres minutos. El proceso de embotellado automatizado produce cajas de THB listas para su envío a los puntos regionales de distribución al por mayor.
Star Breweries invirtió más de cuatro millones de euros en la mejora de sus fábricas en el periodo 2009-11, lo que se tradujo en un aumento del 20 % de la capacidad de producción. Estas mejoras incluyeron la renovación de los equipos de la línea de producción, incluidas mezcladoras y cintas de mayor rendimiento y un nuevo sistema de transporte de botellas. La Coca-Cola Company expidió la certificación internacional HACCP a Star Breweries en 2010, confirmando su adhesión a las normas internacionales de calidad en la producción de bebidas. En 2011, Coca-Cola también concedió a Star Breweries la Medalla de Oro entre 27 países africanos competidores por los estándares de calidad y protección medioambiental de la empresa en la producción de su cerveza y otras bebidas. Las frecuentes caídas de tensión derivadas de la sobrecargada red eléctrica nacional producen cortes de electricidad a las fábricas de cerveza THB que han afectado negativamente al volumen y la rentabilidad de la producción desde principios de la década de 2000.

## Distribución
Star Breweries distribuye THB a través de una red de mayoristas regionales que suministran el producto a los vendedores locales. Los pedidos suelen enviarse a las fábricas semanalmente y se despachan en dos semanas. En el año 2005 Star Breweries trasladó la fabricación de THB en latas de aluminio de Mauricio a Antsirabe para exportar la cerveza a mercados internacionales con una elevada población de expatriados malgaches, como Francia, Isla Reunión, Comoras y Mayotte. Toda la cerveza THB exportada se envasó en latas de aluminio fabricadas en la fábrica de Antsirabe; ese mismo año, la THB en lata también se comercializó junto con las tradicionales botellas de vidrio en los mercados de Madagascar. En 2006, la fábrica de cerveza Star, con 1.500 empleados, producía 700.000 hectolitros de cerveza al año, de una cuota de mercado total de 800.000; sólo en la fábrica de Antsirabe se producían 550.000 hectolitros. La fábrica de Antsiranana cuenta con 140 empleados y produjo 180.000 hectolitros de cerveza (24 millones de botellas) en 2010.

## Comercialización

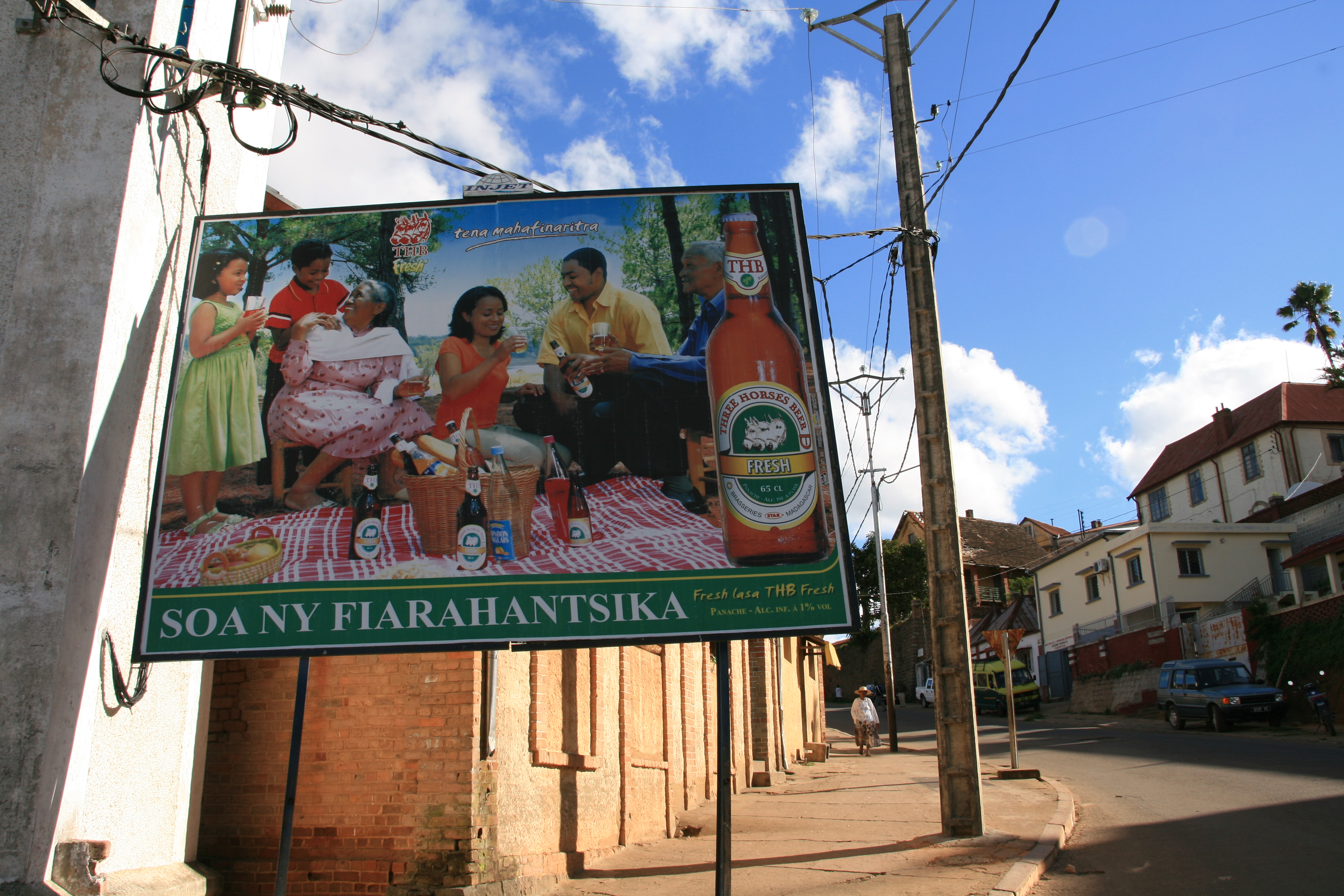
THB Fresh quedó exenta de la prohibición del Presidente Marc Ravalomanana de anunciar bebidas alcohólicas en los medios de comunicación.

Para crear la etiqueta original de THB, Star Breweries optó por copiar una etiqueta existente de una marca de cerveza holandesa llamada The Holland Beer, en la que aparecía la imagen de tres caballos. Esto se hizo en parte por la asociación entre Antsirabe y su historia de cría de caballos; la marca tomó el nombre de Cerveza Tres Caballos basándose en este diseño. En la etiqueta también figura el eslogan de la marca, Soa Ny Fiarahantsika («El placer de estar juntos»). Las etiquetas se imprimían originalmente en los Países Bajos y se enviaban a Madagascar antes de producirse finalmente en el mercado local; los posavasos THB se siguen fabricando en Europa. El color, la forma y la etiqueta de la botella han cambiado con el tiempo. En 2005, se amplió la etiqueta y se aclararon los colores. La banda que rodea el cuello de la botella también se amplió con la adición de la imagen de una medalla en honor al primer premio internacional de la cerveza en 2004. Se adoptó un nuevo logotipo para la THB en lata antes de ampliarse en 2014 a la THB embotellada de 33 cl. El nuevo logotipo presenta tres caballos blancos estilizados y perfilados, ahora mirando hacia la derecha para representar un enfoque hacia el futuro. El rojo sigue siendo el color predominante.
Durante el gobierno de Marc Ravalomanana se prohibió la publicidad de bebidas alcohólicas en televisión y prensa. Para maximizar el reconocimiento de la marca THB, la empresa modificó la etiqueta de su shandy Fresh, que estaba exenta de esta prohibición debido a su bajo contenido de alcohol, para que coincidiera con el diseño de la THB Pilsener, pero utilizando un fondo verde en lugar del rojo de la pilsener. La pilsener se publicita de varias formas no tradicionales, como la promoción de famosos en vídeos musicales y el patrocinio de eventos musicales y deportivos. THB es considerada por el público como una promotora de la cultura y la identidad malgaches, en particular a través del patrocinio de su festival musical itinerante anual THB Tour y de la THB fête de la bière ( fiesta de la cerveza). La cerveza Three Horses patrocina la THB Champions League, el campeonato nacional de fútbol. Muchos artistas musicales populares han hecho publicidad de THB, entre ellos las superestrellas Jerry Marcoss, AmbondronA, Samoëla, Tsiliva, Tence Mena y Jaojoby.
THB lanzó su primer sitio web en 2008. En 2015, en honor al 55.º aniversario de la independencia nacional, Star Breweries lanzó una nueva campaña para promocionar la cerveza. La empresa anunció un nuevo eslogan, «THB eo foana e!» (¡THB siempre!) que se promocionará junto a su eslogan histórico. Una canción del mismo nombre, escrita e interpretada por BIG MJ y el grupo Tambour Gasy, y un vídeo musical que la acompaña, promocionarán la cerveza y el nuevo eslogan.